# (6580) Philbland
(6580) Philbland es un asteroide perteneciente al cinturón de asteroides, descubierto el 2 de marzo de 1981 por Schelte John Bus desde el Observatorio de Siding Spring, Nueva Gales del Sur, Australia.

## Designación y nombre
Designado provisionalmente como 1981 EW21. Fue nombrado por Philip A. Bland (nacido en 1969), un científico investigador del Imperial College de Londres que participa en una variedad de estudios planetarios y meteoríticos. Su red de cámaras para la detección de bolas de fuego ofrece una importante visión de los vínculos entre los meteoritos y los planetas menores.

## Características orbitales
Philbland está situado a una distancia media del Sol de 2,627 ua, pudiendo alejarse hasta 2,951 ua y acercarse hasta 2,303 ua. Su excentricidad es 0,123 y la inclinación orbital 1,091 grados. Emplea 1555,16 días en completar una órbita alrededor del Sol.

## Características físicas
La magnitud absoluta de Philbland es 14,54. Tiene 7,430 km de diámetro y su albedo se estima en 0,061.